# Symphoricarpos albus
Symphoricarpos albus là một loài thực vật có hoa trong họ Kim ngân. Loài này được (L.) S.F.Blake miêu tả khoa học đầu tiên năm 1914.

## Hình ảnh

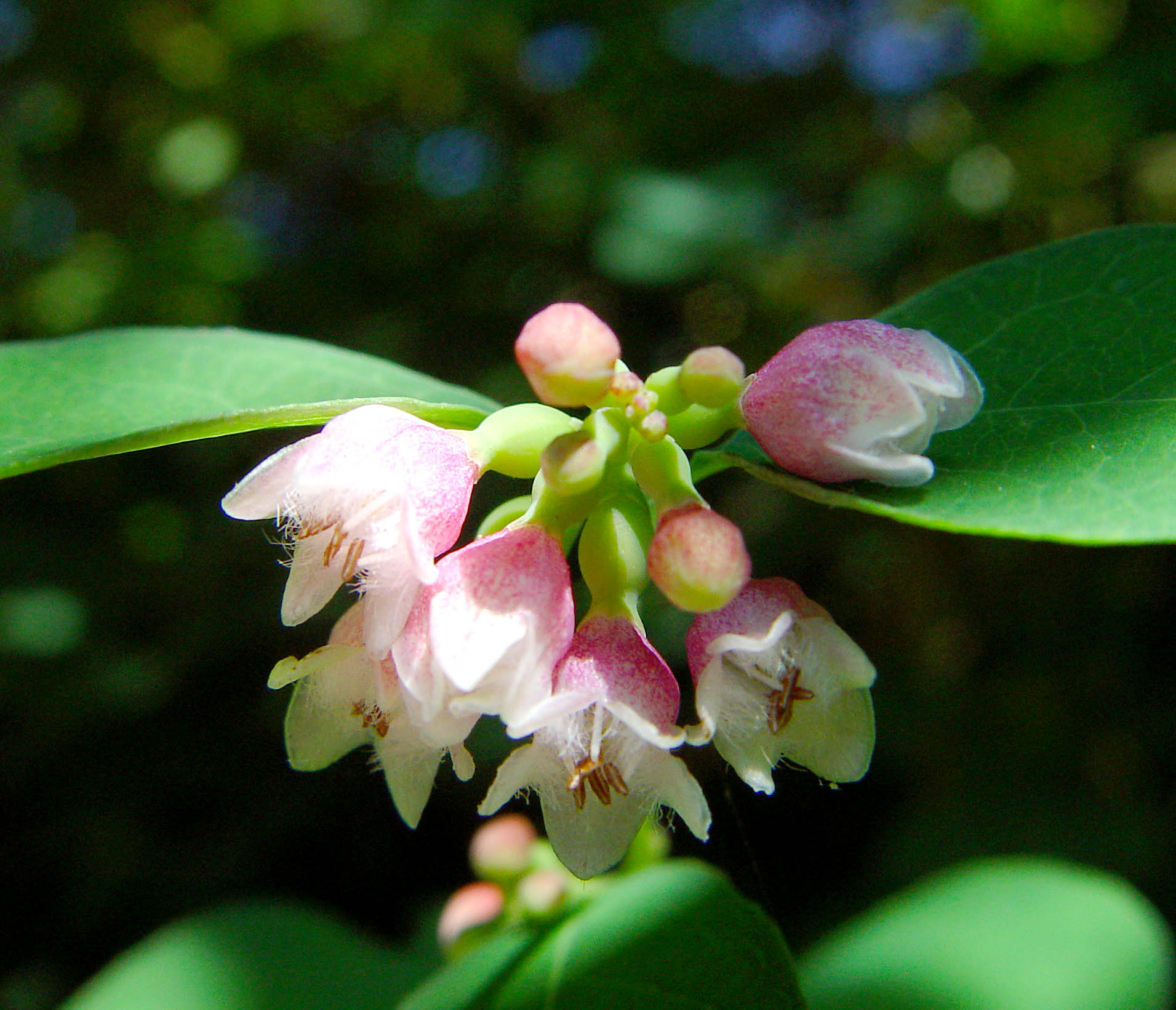
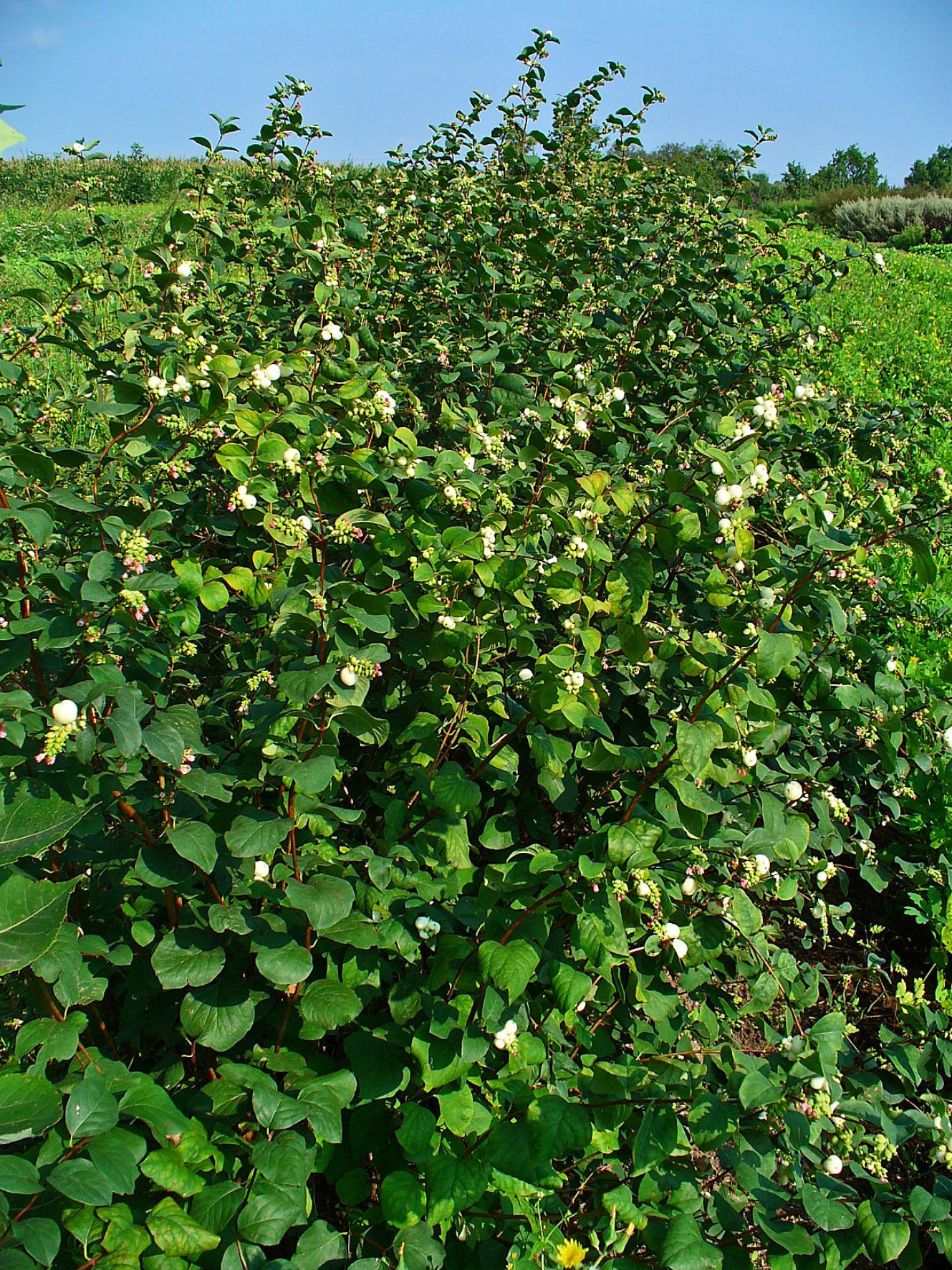
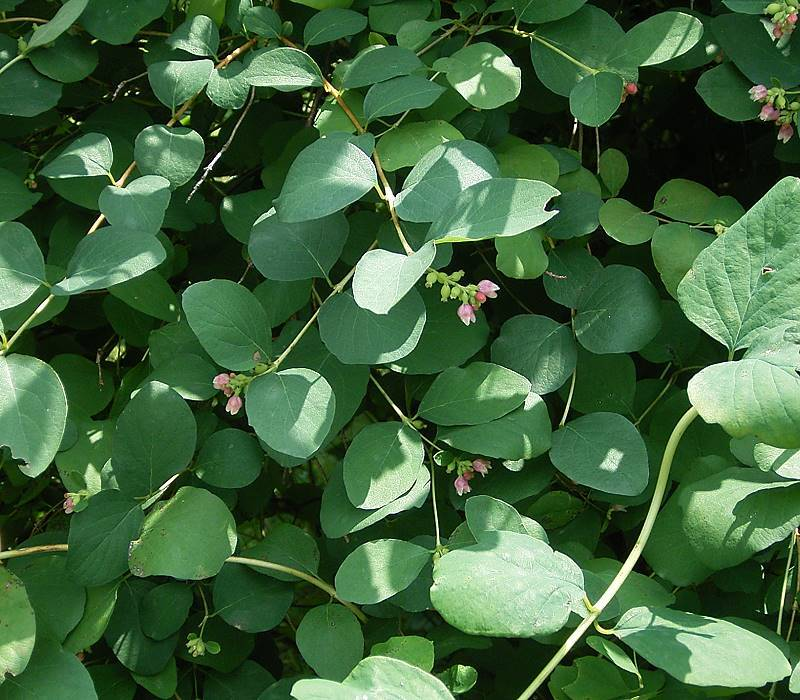
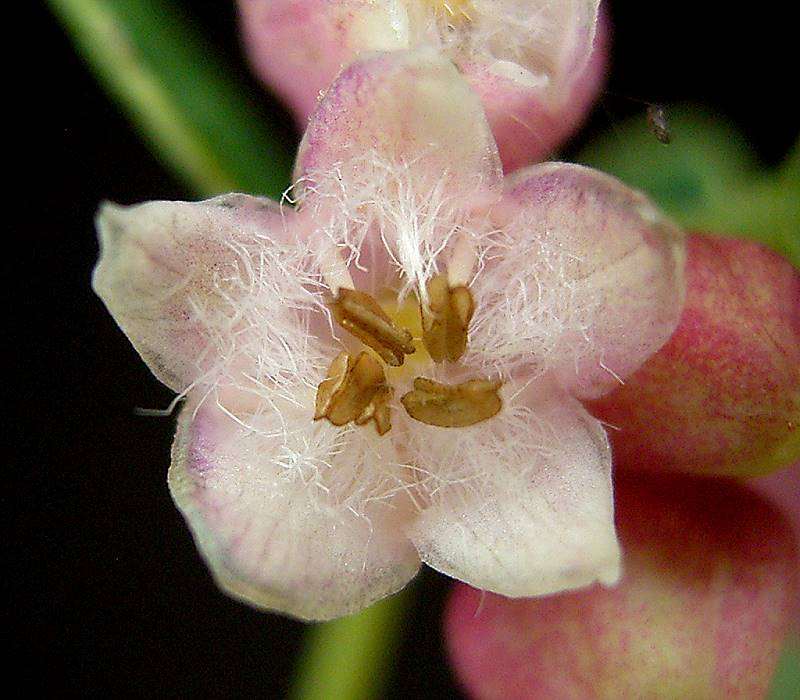
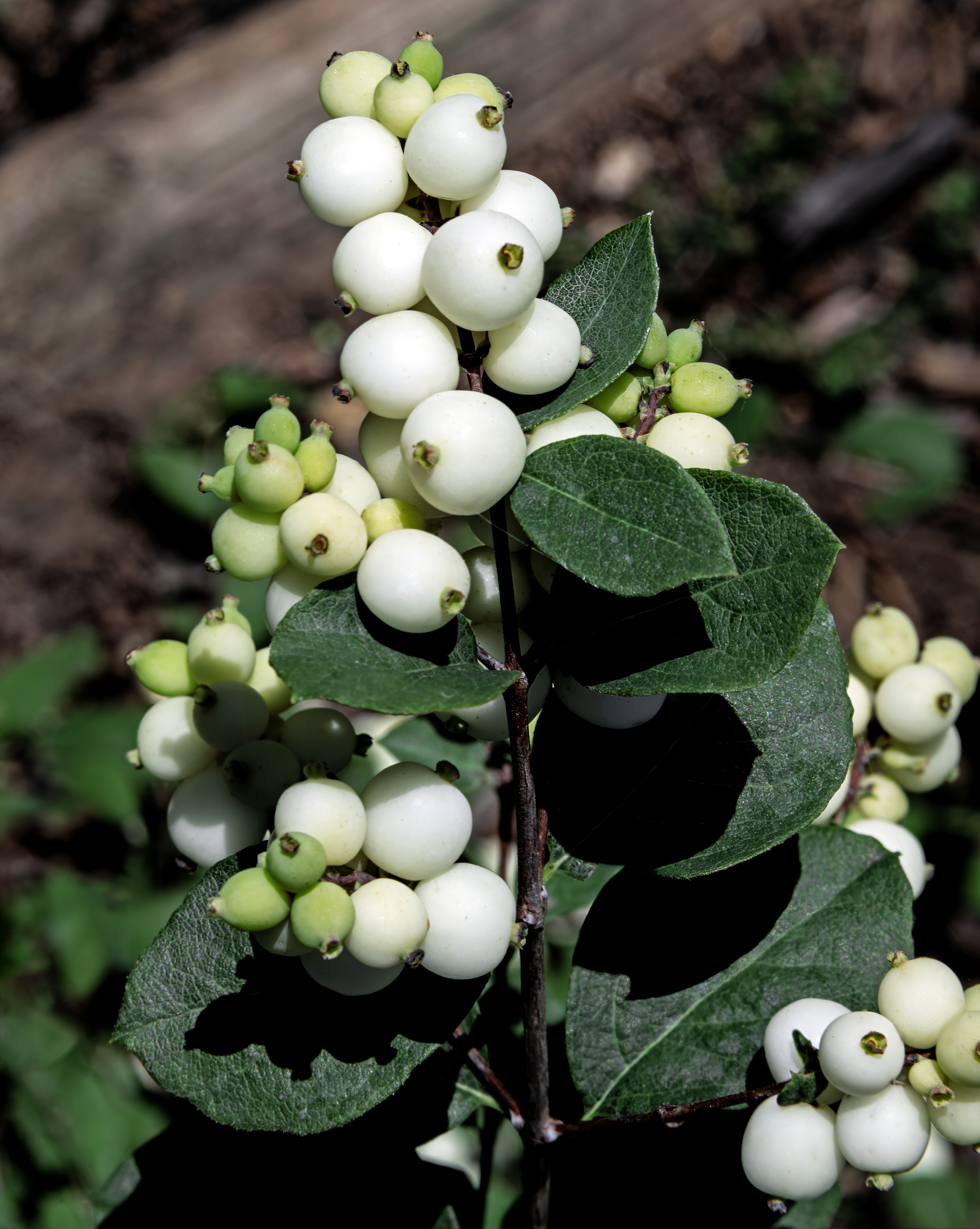